# Репарация ошибочно спаренных нуклеотидов
Репарация ошибочно спаренных нуклеотидов (mismatch repair; MMR)— система обнаружения и репарации вставок, пропусков и ошибочных спариваний нуклеотидов, возникающих в процессе репликации и рекомбинации ДНК, а также в результате некоторых типов повреждений ДНК.
Сам факт ошибочного спаривания не позволяет исправить ошибку, поскольку она может находиться на любой из двух составляющих ДНК ниток. Однако ошибки спаривания, как правило, локализуются только на одной (дочерней) нити ДНК, что позволяет избежать неоднозначности в интерпретации ошибки. В грам-положительных бактериях исходная нитка ДНК метилирована, а дочерняя нитка некоторое время остаётся неметилированной. Механизм распознавания исходной и дочерней ниток у других прокариот и эукариот в настоящее время неясен. Предполагается, что у них дочерняя нить ДНК содержит разрезы, которые затем удаляются ДНК-лигазой.
Вероятность ошибки при репликации ДНК составляет 10–7—10–8. Система репарации ошибочно спаренных нуклеотидов снижает эту вероятность до 10–9.
Процесс репарации заключается в распознавании дефекта, определении исходной и дочерней нити ДНК, удалении ошибочно включённого нуклеотида и его замена правильным нуклеотидом. Удаляется обычно не только неправильный нуклеотид, но и часть нити ДНК вокруг него, после чего дочерняя нить восстанавливается, используя основную нить как матрицу.

## Белки-репараторы
Репарация ошибочно спаренных нуклеотидов — чрезвычайно консервативный процесс, практически без изменений унаследованный эукариотами от прокариот. Впервые этот тип репарации был обнаружен у S. pneumoniae (гены HexA и HexB). В дальнейшем исследования E. coli позволили обнаружить ряд генов, блокировка которых вызывает резкое повышение уровня мутаций. Белки, кодируемые этими генами, являются главными активными составляющими системы репарации и обозначаются префиксом «Mut»: MutS, MutH и MutL (MutS и MutL являются гомологами HexA и HexB соответственно).
MutS формирует димер (MutS2), который распознаёт неправильный нуклеотид на дочерней нити ДНК и связывается с дефектным участком ДНК. MutH связывается с полуметилированным участком ДНК, однако не совершает никаких действий, пока не будет активирован димером MutL (MutL2), который служит медиатором между MutS2 и MutH, активируя последний. Спираль ДНК расплетается в поисках ближайшей к дефекту метилированной группы GATC, которая может находиться на расстоянии 1000 нуклеотидов и более. MutH разрезает дочернюю нитку ДНК вблизи метилированной группы и активирует одну из хеликаз UvrABC, которая отделяет дочернюю нить от основной и отрезает её в районе дефекта, включая сам дефект и ближайшие к нему нуклеотиды. Используемая эндонуклеаза зависит от того, по какую сторону (3' или 5') от дефекта MutH разрезает нитку ДНК. Если разрез сделан на стороне 5', используется RecJ или ExoVII, если на стороне 3', то ExoI. Образовавшийся однониточный участок заполняется ДНК-полимеразой III, которая использует основную нитку в качестве образца, а затем разорванная нитка ДНК сшивается ДНК-лигазой и метилируется метилазой.

### Гомологи MutS
Связываясь с ДНК, MutS2 деформирует спираль и покрывает около 20 нуклеотидных пар. Он обладает слабыми аденозинтрифосфатазными свойствами и связывая АТФ формирует третичную структуру молекулы. Рентгеноструктурный анализ показывает, что структура молекулы MutS исключительно асимметричная, и хотя активной конфигурацией является димер, только один из мономеров взаимодействует с дефектным участком ДНК.
У эукариот в качестве гомологов MutS обнаружены два гетеродимера: Msh2/Msh6 (MutSα) и Msh2/Msh3 (MutSβ). MutSα используется для репарации нуклеотидных замен и небольших петель, возникших в результате вставки или делеции нуклеотидных цепочек. MutSβ удаляет только длинные петли (10 и более нуклеотидов).

### Гомологи MutL
MutL также обладает слабыми аденозинтрифосфатазными свойствами (использует АТФ для движения вдоль нитки ДНК). Он образует с MutS и MutH комплекс, расширяя участок взаимодействия MutS с ДНК.